# ژان دسایی

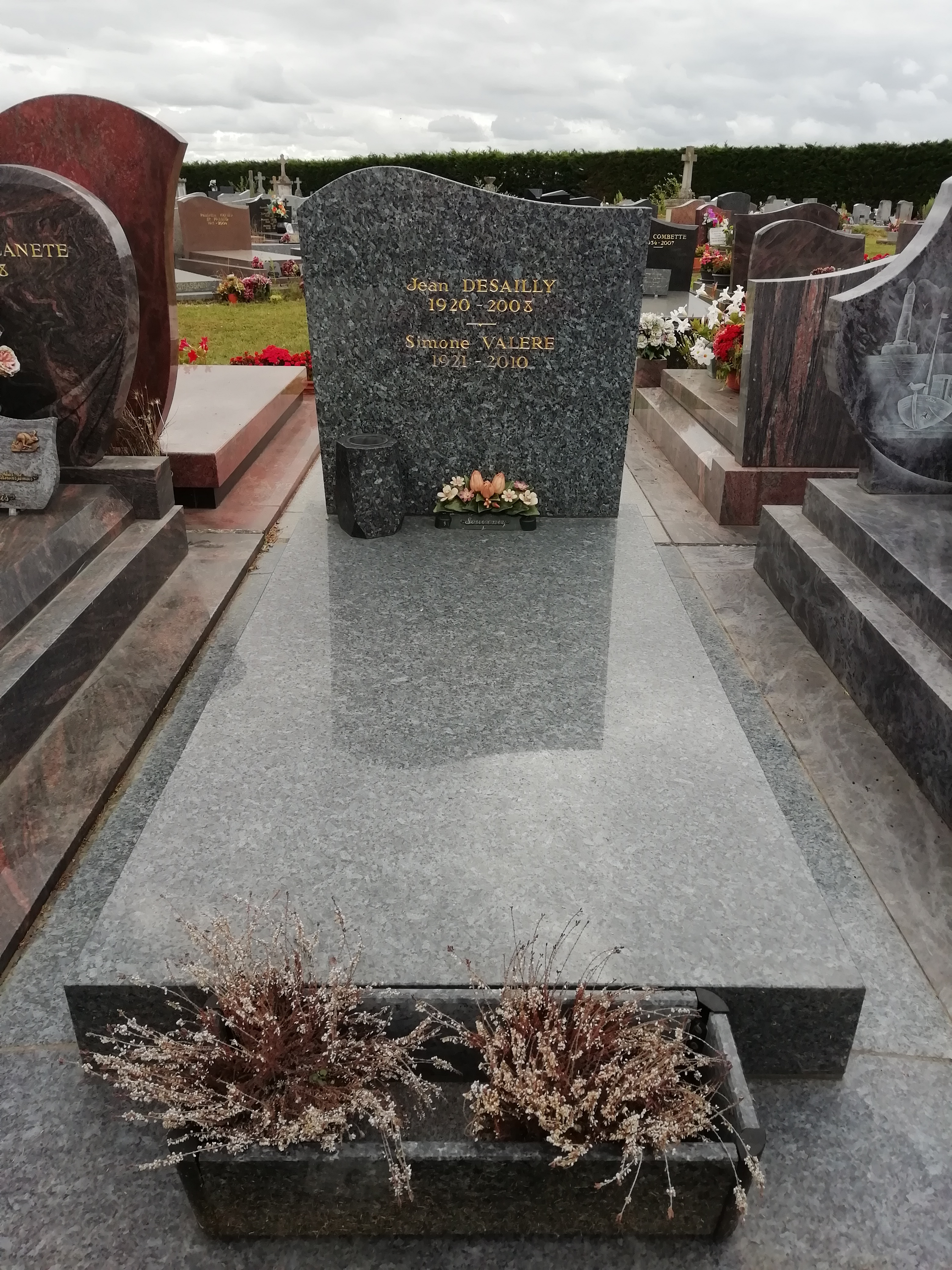
قبر ژان دسایلی و سیمون والیر در گورستان

ژان دسایی (فرانسوی: Jean Desailly‎؛ ۲۴ اوت ۱۹۲۰ – ۱۱ ژوئن ۲۰۰۸) هنرپیشه و مجری تلویزیون اهل فرانسه بود.
از فیلم‌هایی که وی در آن نقش داشته‌است، می‌توان به حرفه‌ای اشاره کرد.